# کریس تریو
کریس تریو (انگلیسی: Chris Terrio؛ زادهٔ ۳۱ دسامبر ۱۹۷۶) یک فیلم‌نامه‌نویس، تهیه‌کننده، و کارگردان اهل ایالات متحده آمریکا است.
شهرتِ او بیشتر به‌خاطرِ فیلم‌نامهٔ فیلمِ آرگو است که توانست جایزه اسکار بهترین فیلم‌نامه اقتباسی را از آنِ خود کند.